# صندوق أسود (سبرانية)
الصندوق الأسود في العلوم والحوسبة والهندسة هو نظام يمكن رؤيته من حيث مدخلاته ومخرجاته (أو خصائص التحويل)، دون أي معرفة بطريقة عمله الداخلية. تشغيله «معتم» (أسود). يمكن استخدام المصطلح للإشارة إلى العديد من الأعمال الداخلية، مثل أعمال الترانزستور أو المحرك أو خوارزمية أو العقل البشري أو مؤسسة أو حكومة.
لتحليل نظام مفتوح باستخدام «نهج الصندوق الأسود» النموذجي، يُحْسَب سلوك التحفيز/الاستجابة فقط، لاستنتاج (المجهول) الصندوق. التمثيل المعتاد لنظام الصندوق الأسود هذا هو مخطط تدفق البيانات المتمركز في الصندوق.
عكس الصندوق الأسود هو نظام تتوفر فيه المكونات الداخلية أو المنطق للفحص، والذي يشار إليه غالبًا باسم الصندوق الأبيض (يُعرف أحيانًا باسم «الصندوق الشفاف» أو «الصندوق الزجاجي».

## تاريخ

استخدام نموذج الصندوق الأسود لوصف مخرجات الأنظمة

يعتقد أن المعنى الحديث لمصطلح «الصندوق الأسود» قد دخل إلى اللغة الإنجليزية حوالي عام 1945، في نظرية الشبكات اللإلكترونية، عملية تركيب الشبكة من دالة تحويل تعتبر الدوائر الإلكترونية كصانديق سوداء تتميز فيما بينها باستجابتها للأشارة المارة على المنافذ، ترجع هذه الأفكار إلى فيلهلم كاور التي نشرت سنة 1941، بالرغم أن كاور لم يستخدم مصطلح الصندوق الأسود لكن من أتى بعده وصفوا الطريقة على أنها تحليل الصندوق الأسود. وضع فيتولد بيليفيتش مفهوم الصناديق السوداء حتى قبل ذلك، ونسب الاستخدام الصريح للشبكات ثنائية المنافذ كصناديق سوداء إلى فرانز بريسيج في عام 1921 ويجادل بأن المكونات ثنائية المنافذ كانت تُعامل ضمنيًا على أنها صناديق سوداء قبل ذلك.
في علم التحكم الآلي، قدم روس آشبي معالجة كاملة في عام 1956.
وصف نوربرت فينر الصندوق الأسود في عام 1961 بأنه نظام غير معروف حُدِّدَ باستخدام تقنيات التعرف على النظم. لقد رأى أن الخطوة الأولى في التنظيم الذاتي هي القدرة على نسخ سلوك مخرجات الصندوق الأسود. استخدم العديد من المهندسين والعلماء وعلماء المعرفة الآخرين، مثل ماريو بونخي، وأتقنوا نظرية الصندوق الأسود في الستينيات.

## نظرية الأنظمة
في نظرية الأنظمة، يعتبر «الصندوق الأسود» تجريدًا يمثل فئة محددة من نظام مفتوح والتي يمكن رؤيتها فقط من حيث «مدخلات» و «مخرجات».

## اقرأ أيضا
- سبرانية
- الذكاء الاصطناعي القابل للتفسير